# Cy-Rim rev.I
『Cy-Rim rev.I』（サイリュームレボリューションワン）は、Cy-Rim rev.のファーストアルバムである。

## 収録曲
1. prologue（instrumental）
  - 作曲・編曲：Cy-Rim rev.
2. 恋のDice☆教えて
3. キミガスキ
  - 作詞・作曲：Cy-Rim rev.
  - 編曲：CAS
4. 恋×恋
5. ハイスピードゴーゴー!
  - 作詞・作曲：Cy-Rim rev.
  - 編曲：Corey&Carter・Cy-Rim rev.
6. youthful青春in夏summer
  - 作詞・作曲・編曲：Cy-Rim rev.
7. Notice
  - 作詞・作曲・編曲：Cy-Rim rev.
8. ピース
  - 作詞・作曲：Cy-Rim rev.
  - 編曲：Corey&Cartar
9. 恋のロイヤル☆ストレートフラッシュ
10. fourteen impulse
  - 作詞・作曲：Cy-Rim rev.
  - 編曲：CAS
11. Cy-Rim rev. -one-
  - 作詞・作曲・編曲：Cy-Rim rev.
12. Synchronicity